# 謀殺のチェス・ゲーム
『謀殺のチェス・ゲーム』（ぼうさつのチェス・ゲーム）は、山田正紀による日本の小説。
この作品で描かれるのは、日本全土をゲームボードにしたチェス・ゲームである。自衛隊の最新鋭哨戒機をめぐり、2人の戦略専門家による知力を尽くした頭脳戦が展開され、一方でヤクザに追われる若い男女や自衛隊内部の敵対勢力の存在、天候などの不確定要素によって刻々と状況が変化していき、最終的には北海道から沖縄まで、日本を縦断する鬼ごっことなるのである。
作者の山田正紀が26歳の時に執筆したもので、当時はSF小説や作家に対して批評家のバッシングが集中していた時期だった。『謀殺のチェス・ゲーム』は、リアリティよりもスピード感や誇張されたキャラクターなどを描いた、それまで誰も書かなかったタイプの作品で、このようなものを世に出せば顰蹙を買うことは予想できたが、作者がまだ若かったこともあり、それでも構わないし何を言われても気にしないという心境だったという。
また、山田自身は、アメリカの作家リチャード・ユネキスのカーチェイス小説『追跡―チェイス』（映画「ダーティ・メリー/クレイジー・ラリー」の原作）が、元になっているという。

## 作品背景
198×年、各国が核兵器を保有する冷戦時代、米・ソ・中3大国の対立により生じた緊張状態の中で、日本はこれまでになく重大な選択を迫られていた。アメリカのアジア撤退を受け、日米安保条約を維持するのか、条約を破棄して日ソ安保条約、または日中安保条約を締結するのか、その選択は日本の将来を左右するだけでなく、世界の均衡も大きく崩すことになる。
この極めて微妙な局面を乗り切るために生まれたのが新戦略専門家（ネオステラテジスト）であった。外交をも戦略の一種とみなすべきこの時期に、政治家でも軍人でもない、真に優れた数学者である新戦略専門家が必要とされたのだ。しかし、元来排他的な自衛隊という組織において、彼らの存在を疎ましいと思う者達もいた。自衛隊幹部達によって結成された愛桜会だ。軍事産業としての地位を独占する三星重工と利権によって密接に結びついた彼らは、新戦略専門家たちを蹴落とす機会を虎視眈々と狙っていた。新戦略専門家にとっても、軍事企業は全て同等の手駒であり、効率ではなく利権によって1つの企業を優遇するなどあってはならないことだった。よって、両者の対立は当然のことであり、その衝突は不可避であった…。

## あらすじ

### プロローグ
北海道で、広域暴力団菊地組の組長・菊地大三を狙って、1人の若者が銃の引き金を引いた。これが日本全土を巻き込む、第4次ヤクザ戦争の始まりとなった。菊地組に追われることになった若者・川原敬は、恋人の如月弓子の故郷である沖縄へと逃れることにした。

### 序盤戦
部下と共に戦略ゲームによる戦争模擬実験（ファイヤ・シミュレーション）のデータを集めていた新戦略専門家の宗像旦一佐に、緒方陸将補から北海道の千歳へ向かうよう、指令が下された。緒方と彼の属する愛桜会が動き出した。宗像は、愛桜会との“戦争”に備え、レインジャー部隊教官の立花泰を呼び寄せた。
同じころ、北海道の沖合いで、自衛隊の最新式対潜哨戒機PS-8が消息を絶った。テスト飛行をしていたPS-8が、突如レーダーから消失したのだ。しかし、PS-8が遭難したと見られる地点で爆発したのは1機のヘリコプターだった。その様子を奥尻島の神威山から双眼鏡を使って観察していた男がいた。その男・佐伯和也は一言だけ「作戦開始……」と呟いた。
PS-8が遭難したと見られる海上で発見されたのは、ヘリコプターの残骸だった。時を同じくして、PS-8のテストパイロットの声が録音されたテープが千歳基地に送りつけられた。その内容は、PS-8はハイジャックされ、犯人は10億円の大金を要求しているというものだった。しかし、宗像はこれが時間稼ぎであり、PS-8を奪った犯人は危険は大きくても勝率の高い手段を選んだのだと直感し、この事件の背後に自分と同じ新戦略専門家・藤野修一の存在を感じ取っていた。そんな折、愛桜会から宗像に差し向けられた刺客を立花が捕らえた。PS-8の盗難は愛桜会にとって非常に不都合な事態であり、新戦略専門家の介入を恐れて殺し屋に宗像を始末させようとした。そう考えた宗像は、この事件に全面的に介入することを決断する。
一仕事終えて、薄野のバーで一休みしていた佐伯は、敬と弓子の行方を探すヤクザを叩きのめした。彼にとってはほんの気まぐれだったが、そのバーにいた中年男の存在だけが気にかかった。これが佐伯と立花、2人の戦士の邂逅だった。
宗像は、消えたPS-8の行方を探るため、北海道に召集した部下達と共にブレーンストーミングを開始する。しかし、実動要員と見られていた佐伯がいまだ札幌にいると知り、議論の前提を崩された新戦略専門家たちのブレーンストーミングは膠着状態に陥った。それを立花の何気ない一言が打ち破った。
「新幹線だ」
国鉄のストライキを利用し、新幹線の線路を使って北海道からPS-8を運び出す作戦だと気付く宗像。しかし、その時すでに、PS-8を積んだディーゼル機関車は札幌を出発していた…

### 中盤戦
PS-8を運搬するディーゼル機関車が本州に到達し、作戦は成功したはずだったが、藤野はどうしても勝利を確信することが出来ずにいた。そんな時にもたらされた、季節はずれの豪雪のニュース。完璧だったはずの藤野の作戦は瓦解した。吹雪で道路が封鎖されれば、PS-8の運搬経路は限定されてしまうのだ。新戦略専門家たちを撹乱するため、藤野はトレーラートラックを走らせ、彼らの目を引き付けるための囮になるよう、佐伯に命じた。
ヘリコプターに搭乗してディーゼル機関車を捜索していた立花に、雪道を驀進するトレーラーを発見し破壊する指令が下された。山中で繰り広げられた死闘の末、立花はヘリを撃墜されながらも、トレーラートラックの破壊に成功する。
そのころ、宗像は部下の大沢と共に、新幹線の線路を走っていた2台のディーゼル機関車のうちの1台を新潟駅で停止させ、その積荷がPS-8ではない事を確認した。PS-8は、東京に向かったもう1台のディーゼル機関車によって運ばれている。次の手を打とうとした宗像の前に、交信を傍受していた愛桜会の手の者が現れた。大沢を射殺し、宗像を拉致した彼らは、自白剤を打ち、PS-8の行方を宗像から聞き出そうとする。しかし、宗像は過酷な拷問に耐え抜いて反撃に出て、絶体絶命の窮地からの生還に成功した。
一方、緒方はディーゼル機関車を拿捕すべく、東京駅に部隊を配置していた。しかし、ディーゼルに無断で乗り込んでいた敬と弓子により機関車に乗り移った隊員は車外に落とされ、また宗像の策略によりディーゼルは東京駅に停まらず再度発進する。PS-8を積んだディーゼル機関車はさらに南下していった。

### 終盤戦
埴商事の取締役・茂森達之助は激しく焦燥していた。PS-8を手に入れ、三星重工に代わって埴商事を日本最大の軍事産業の位置に据える計画が頓挫したのだ。しかし、藤野はPS-8が外国に運び去られたという状況を設定すれば良いと提案する。最新鋭機の機密が流出したのならば、防衛庁は機種変更を余儀なくされる。その隙に乗じて埴商事が軍需産業に食い込めば良いのだ。藤野はその国を北朝鮮に設定し、ディーゼル機関車を少なくとも下関まで走らせることにした。そんな時、佐伯からトレーラートラックを破壊されたという連絡が入った。計画を修正した藤野は、佐伯に新大阪駅に赴くよう命じた。
新戦略専門家達は、クーデター鎮圧部隊を出動させた。新幹線の全ての駅に通じるトレーラートラック走行可能な道路を部隊が押え、さらに情報操作によりスト中の新幹線鉄路を利用した核装備反対のデモ行進が起きているという噂を流して進路を限定し、ディーゼル機関車を下関駅に追い詰める作戦だった。
新大阪駅に到着した佐伯は、藤野からの指示により、PS-8を運搬する車両にある仕掛けをしていた。しかし、そこで佐伯は車両に隠れていた敬と弓子を発見する。気まぐれを起こした佐伯は、2人を沖縄へ向かうための船に同乗させることにした。
PS-8奪還の失敗、部下に拉致させた緒方の生還、窮地に立たされた緒方は、宗像の妻・清美との情事に身を委ねていた。そこへ警務隊の人間が現れる。緒方は自分が罠に落ちたことを知った。宗像は緒方と清美の関係を知った上で、そのスキャンダルを最大に活かせる機会を待っていたのだ。数々の失態の上、部下の妻との不倫関係まで発覚した今、緒方は再起不能に陥ったのだ。
新戦略専門家達の元に、下関駅で停車させたディーゼルが積んでいたのはPS-8ではなかったという連絡が入った。宗像は、PS-8を途中の駅で下ろし、船に乗せて運搬したのだと気付いたが後の祭りだった。PS-8を見失った以上、ゲームの勝ちは望めない。しかし、負けを回避することはまだ可能だった。宗像は、最後の一手を打つことにした。
淀川を下り、大阪港に停泊していた貨物船にPS-8を積み替え、そのまま那覇港まで送り届けた佐伯は、敬と弓子が宮古島行きの飛行機に乗るのを見送った。戦いの日々が終わり、虚脱していた佐伯の前に薄野のバーで会った男が現れた。その男・立花が東北の山中で戦った男だと気付き、一触即発の空気が流れたその時、テレビのニュースが2人の耳に入った。遭難したPS-8が核武装をしており、機体が放射能汚染されている危険があるという内容だった。新戦略専門家が流した虚報だったが、その意図を察した佐伯は埴商事の沖縄支社のビルに飛び込み、貨物船の船員が放射能障害を恐れてPS-8を海に投棄したことを知る。宮古群島の近くに投棄されたというPS-8を引き上げるべく、船に乗る佐伯。しかし、その船には佐伯を尾行してきた立花が同乗していた。PS-8の件から手を引いた立花が佐伯と再会したのは偶然だったが、立花は佐伯と戦うことは運命的なものであると感じ、どこまでも佐伯を追跡することにしたのだ。
目的地である稲穂見島に到着した敬と弓子は、菊地大三の送り込んだヤクザ達に追われていた。しかし、追い詰められた2人の前に、PS-8をサルベージする拠点として稲穂見島を選んだ佐伯が現れた。ヤクザからの銃撃を受け、無意識に反撃を開始した佐伯。佐伯の後を追ってきた立花も援護射撃を行う。しかし、腕前に格段の差があるとはいえ、ヤクザの数が多すぎた。佐伯は被弾し、立花も一瞬の隙をつかれて背中を刺される。ヤクザが全滅した時、2人の戦士達もまた息を引き取ろうとしていた…。

### エピローグ
PS-8を巡る事件を経て、PS-8を使用しての愛桜会の独断専行や、三星重工との金のやり取りが明らかとなった。愛桜会の幹部はことごとく左遷され、緒方もまた閑職に回されることになった。しかし、中央に復帰するための布石も既に打っていた緒方は、宗像への復讐を固く誓っていた。
藤野の住むアパートを宗像が訪れた。今回の事件を総括した後、宗像は藤野に新戦略専門家への復帰を促す。その時、藤野と宗像がいるアパートの外に1台の車が停まっていた。乗っているのは企業戦略家の水谷と愛桜会の人間だった。2人に恨みを抱く男達の凶悪な目がアパートに向けられていた…。
菊地大三は傘下の暴力団組長達により殺害された。追われる心配の無くなった敬と弓子には、稲穂見島での新しい生活が待っていた。

## 登場人物

### 新戦略専門家
宗像 旦（むなかた あきら）
自衛隊所属、新戦略専門家のリーダー。階級は一佐。年齢は30代半ば。知性と強靭な意志を併せ持つ男で、必要とあらば自分の妻をも戦略の駒として使用する。
久野（くの）
コンピューター・システム工学の専門家としては、日本国内で若手の内の五指に入る若者。数学者というより、技術者としての側面が強く、盗聴装置、監視装置の開発に類まれな手腕を発揮する。
大沢（おおさわ）
やや小太りな男。新戦略専門家の中では最も常識的な人物に属し、平均的市民指向が強い。卓越した暗号解読能力を有し、各国から大使館に送られてくる暗号通信文や通信衛星を中継する商社暗号テレックスを全て解読する。俳句や和歌に親しむ一面もある。
PS-8奪回を巡る一連の騒動の中で、愛桜会の者に射殺され、新戦略専門家の中で初の戦死者となる。
北村（きたむら）
文学青年を連想させる蒼白な男。核戦略において、日本最高の頭脳を有すると見られている。北村の書いた「核攻撃下における最多最適生存率」は各分野から高い評価を得ている。
伊藤（いとう）
いまだに高校生と間違われることがある、童顔の小男。戦時下の兵士、市民の心理操作を専門とする『心理戦争』研究の第一人者で、世論操作にかけてはナチスのゲッベルスを遥かに凌ぐ力量を備えている。過剰なまでの自信家でもある。
立花 泰（たちばな やすし）
自衛隊レインジャー部隊の教官。髪を角刈りにした平凡な外見の小柄な中年男。格闘技、火器操作に優れ、また生存能力・飢餓耐性力は人間離れした、生粋の戦士。宗像の最強の手駒として様々な活躍を見せる。
家庭では妻と1人の子供を持つ。

### 埴商事
藤野 修一（ふじの しゅういち）
自衛隊の元・新戦略専門家。宗像が戦略ゲームにおいて、ついに50パーセント以上の勝率を上げられなかった相手。優れた才能を持ちながら、いつしかアルコール中毒に陥り、新戦略専門家から脱落する。
アルコール中毒を克服するため、3年間サナトリウムに入院。自らの人生を取り戻すため、埴商事にPS-8奪取の計画を持ち込み、新戦略専門家の宗像に挑む。
佐伯 和也（さえき かずや）
熊と評されるような巨漢。年齢は20代後半。顔は子供っぽく、愛嬌がある。
警視庁の剣道師範を務めていた父から剣道を教わり、ケンカ空手として名高い空手道場に入門して18歳の時には実力No.1と称されるようになる。FBIの空手師範として米国に赴き、そこでCIA破壊工作員の存在を知り、そこの殺人教程の全てを習得する。格闘技・火器操作・殺人技術を身に着けたが、謀略組織の一員としては不適格として、CIAからは放逐される。その後は、空手講師をしながら髀肉の嘆をかこっていたところ、藤野修一から接触を受け、PS-8奪取作戦に携わることになる。
茂森 達之助（しげもり たつのすけ）
埴商事の取締役。埴商事における最大の実力者と目されている。三星重工にほぼ独占されている日本軍事産業に食い込むことを目論んでいる。
水谷（みずたに）
茂森に雇われた企業戦略家。ハーバード大学出身。20代前半の神経質な青年。藤野に恨みを抱き、とある行動に出る。

### 愛桜会
緒方（おがた）
自衛隊の陸将補。自衛隊内部の反・新戦略専門家勢力の最右翼。年齢は50歳を越えているが非常に精力的で、その策謀によって多くのライバルを蹴落としてきた。宗像の妻とは不倫関係にある。

### その他
川原 敬（かわはら けい）
自動車整備工。ヤクザに会社を乗っ取られたせいで両親が死んだ事を恨み、菊地を銃で撃つ。その銃撃が、全国的なヤクザ同士の抗争を引き起こす。
如月 弓子（きさらぎ ゆみこ）
喫茶店のウェイトレス。敬の恋人。ヤクザの命を狙ったため、追われることになった敬と共に、北海道から母の故郷である沖縄へ逃走する。
菊地 大三（きくち だいぞう）
『菊地組』の組長。神戸を根拠地としていた組を、己の手腕で全国制覇するほどの勢力に拡大させた。
宗像 清美（むなかた きよみ）
宗像の妻。結婚して2年で、2人の間に子供はいない。父親は陸上自衛隊の一佐。宗像との夫婦仲は冷え切っており、緒方との不倫関係に溺れている。
桐谷 一郎（きりや いちろう）
指名手配中の、反自衛隊活動のリーダー。
小杉（こすぎ）
PS-8のテストパイロット。千歳基地に配属されて5年以上になるベテランパイロット。階級は一尉。
村山（むらやま）
PS-8のテストパイロット。階級は二尉。

## 用語
新戦略専門家（ネオステラテジスト）
複雑になった国際情勢を乗り切るため、自衛隊内部に新設された戦略家の集団。軍人というよりも数学者としての性格が色濃く、また数学者の中でも真に資質のある者だけを選りすぐった者達により構成されている。ゲーム理論だけでなく、確率論や意思決定科学まで駆使して冷徹に戦略を打ち立てる。感情によって正常な思考が妨げられることがないよう、感情を抑える訓練も受けている。
形式上は陸上自衛隊に属しているが、内実は防衛庁長官の直属機関員である。自衛隊内で独断で動かせる部隊は、直属の東京クーデター鎮圧部隊のみ。
愛桜会（あいおうかい）
自衛隊内部の実力者たちにより結成されたグループ。三星重工と密接な関係を保ち、軍事産業の大きなシェアを占めるための後押しをしている。
PS-8（ピーエスエイト）
三星重工により、5年の年月をかけてPS-1の後継機として開発された水陸両用の最新鋭哨戒機。機首の波消し装置、境界層制御、海中吊り下げ型対潜探知ソナーの他、赤外線偵察装置、レーダーなどを搭載した全天候電子偵察機としての機能も備える。それ以外にも自動安定操縦装置、各種電子装置、機銃、ロケット弾、対潜用爆弾、さらに核爆雷も搭載する。対潜業務は電子装置によって行われ、必要な乗員は操縦士と副操縦士の2名。波高3メートルの海面にも着水可能。最大速度時速720キロ、全長は20メートル未満。
Eセミトレーラートラック
佐伯が作戦に使用した大型トラック。80年のニューモデルで、フルトレーラートラックを凌ぐ巨体を誇る。全長20メートル、最大積載量20トン、最高出力300馬力で、最高速度は時速120kmを超える。タイヤは12輪、ディーゼルエンジン搭載。
攻撃ヘリコプター
防衛庁長官直轄の実験航空隊に所属するヘリコプター。米空軍・空中火力支援機ブラックホークを模して日本が開発した機体。最大速度：時速200キロ。30ミリ機関砲・40ミリグレネードランチャー装備、固定翼下にロケット弾を装着。他、夜戦用の赤外線モニターを搭載。PS-8を運搬するディーゼルを追跡するために使用された。
三星重工（みつぼしじゅうこう）
日本の軍事産業を独占している大企業。自衛隊内部の愛桜会と結託し、その地位を長年独占している。艦船や航空機などの総合メーカーとして名をなし、もう一方では同系列の三星電機を擁している。現在は原子力潜水艦から宇宙兵器にまで手を伸ばそうとしている。
埴商事（はにしょうじ）
日本経済界の一方の雄と称される大企業。本社ビルは東京丸ノ内にある。
菊地組（きくちぐみ）
日本最大の暴力団。直属のヤクザが3000人、関連する者も含めれば所属する人間は20000人を超す大暴力集団。根拠地は神戸だが、その勢力は全国におよぶ。
稲穂見島（いなほみじま）
宮古群島の中央あたりにある島で、周囲4kmに満たない小島。如月弓子の母親の生まれ故郷。琉球王朝に関する伝説が多く、民族学の宝庫と言われている。遠浅の海に広がる珊瑚礁は、他島のそれを凌駕するほど美しい。台風銀座の中央と言える場所に位置しており、そのために作られた防風林の美しさから「緑の真珠」の異名を持つ。サトウキビや落花生などを生産しているが、200人に満たない島民の大半が老人で、若者のほとんどは中学校を卒業後に本土に渡ってしまっている。島の三面は切り立った断崖になっており、残る珊瑚礁も遠浅となっているため、島に上陸するのに半キロ近く歩かねばならないような外界との交流には甚だ不便な島となっており、連絡船は週に1便のみ。

## 単行本
- ノン・ノベル（新書） 1976年11月発売 ISBN 4-396-20052-8
- 角川文庫 1982年11月発売 ISBN 4-04-144610-4
- 徳間文庫 1991年6月発売 ISBN 4-19-579339-4
- ハルキ文庫 1999年5月発売 ISBN 4-89456-527-7
- ハルキ文庫（新装版） 2014年10月発売 ISBN 978-4-7584-3855-1

## 劇画版
田辺節雄作画による劇画。1977年から1978年にかけて『Apache』（講談社）に連載された。緒方や愛桜会は登場せず、宗像と藤野との対決を主軸に描かれている。他にも原作小説とは細部で異なっている箇所がある。
- 秋田漫画文庫
- アリババコミックス（コンビニコミック） 2005年8月19日発売 ISBN 4-418-05131-7